# Melanorosauridae
De Melanorosauridae zijn een groep uitgestorven plantenetende basale sauropodomorfe dinosauriërs, die leefden vanaf het Laat-Trias.
In 1929 benoemde Friedrich von Huene een familie Melanorosauridae om Melanorosaurus een plaats te geven. Mogelijke verwanten omvatten Riojasaurus, Camelotia en Lessemsaurus.
Omdat het holotype, het naamdragend fossiel, van Melanorosaurus uit vrij beperkt materiaal bestaat, meende Paul Sereno in 2005 dat het beter was het taxon niet als een natuurlijke groep te beschouwen. Al in 2004 was echter een stamklade Melanorosauridae benoemd door Peter Malcolm Galton en Paul Upchurch: de groep bestaande uit Melanorosaurus en alle soorten nauwer verwant aan Melanorosaurus dan aan Anchisaurus.
De leden van deze groep behoorden tot de grootste basale Sauropodomorpha, die vroeger de "prosauropoden" heetten. Sommige paleontologen hebben exacte studies verricht met als uitkomst dat deze dieren de vroege vertegenwoordigers zijn van de enorme sauropoden. Dit zou betekenen dat onder de definitie van Galton & Upchurch alle Sauropoda melanosauriden zijn.
Melanorosauridae lopen uitsluitend op vier poten, in tegenstelling tot hun kleinere verwanten, de Anchisauridae, die ook op twee poten konden lopen of dat misschien zelfs altijd deden.